# Codici ICAO F

## FA - Sudafrica, Namibia
- FAAB (Codice IATA = ALJ) Aeroporto civile, Alexander Bay
- FAAD Aeroporto civile, Adelaide
- FAAE Aeroporto civile, Aberdeen
- FAAG (Codice IATA = AGZ) Aeroporto civile, Aggeneys
- FAAN Aeroporto civile, Aliwal North
- FAAP Aeroporto civile, Arnot Power Station
- FAAS Aeroporto civile, Ashton / Auas, Namibia
- FABA Aeroporto civile, Basaroot / Bapsfontein, Namibia
- FABB Aeroporto civile, Brakpan
- FABC Aeroporto civile, Bethanien, Namibia
- FABD Aeroporto civile, Burgersdorp
- FABE (Codice IATA = BIY) Aeroporto CISKEI HOMELAND, Bisho
- FABF Aeroporto civile, Bedford / Barkley East
- FABH Aeroporto civile, Bethal
- FABJ Aeroporto civile, Bitterwasser, Namibia
- FABK Aeroporto civile, Bloemhof
- FABL (Codice IATA = BFN) Aeroporto J. B. M. Hertzog, Bloemfontein
- FABM Aeroporto civile, Bethlehem
- FABN Aeroporto civile, Barberton
- FABO Aeroporto Hendrik Potgieter, Bothaville
- FABP Aeroporto James Viljoen, Bultfontein
- FABR Aeroporto civile, Bredasdorp Air Base
- FABS Aeroporto civile, Brits
- FABT Aeroporto civile, Bethesda Road
- FABU (Codice IATA = UTE) Aeroporto civile, Butterworth
- FABV Aeroporto civile, Brandvlei
- FABW Aeroporto civile, Beaufort West
- FABX Aeroporto civile, Beatrix Mine
- FABY Aeroporto civile, Beaufort West
- FABZ Aeroporto civile, Bizana
- FACA Aeroporto civile, Monte Carlo
- FACB Aeroporto civile, Colesburg
- FACC Aeroporto civile, Cathcart
- FACD (Codice IATA = CDO) Aeroporto civile, Cradock
- FACE Aeroporto civile, Ceres
- FACH Aeroporto civile, Cookhouse
- FACI Aeroporto civile, Citrusdal
- FACK Aeroporto civile, Clocolan
- FACL Aeroporto civile, Carolina
- FACN Aeroporto civile, Carnarvon
- FACO Aeroporto Alkantpan, Copperton
- FACR Aeroporto civile, Carletonville
- FACS Aeroporto civile, Cape St Francis
- FACT (Codice IATA = CPT) Aeroporto Internazionale di Città del Capo, Città del Capo
- FACV Aeroporto Met. Station, Calvinia
- FACW Aeroporto civile, Clanwilliam
- FACX Aeroporto civile, Cathcart
- FACY Aeroporto civile, Stilbaal
- FADA Aeroporto Military, De Aar
- FADB Aeroporto civile, Dwaalboom
- FADC Aeroporto civile, Douglas Colliery
- FADD Aeroporto civile, Dundee
- FADE Aeroporto civile, Delmas
- FADG Aeroporto civile, Dordrecht
- FADH Aeroporto civile, Durnacol
- FADI Aeroporto civile, Duwisib, Namibia
- FADK Aeroporto civile, Dukuduku
- FADL Aeroporto civile, Dalareyville
- FADM Aeroporto civile, Kokstad
- FADN (Codice IATA = DUR) Aeroporto LOUIS BOTHA, Durban
- FADO Aeroporto civile, Dendron
- FADP Aeroporto civile, Darlington Dam
- FADQ Aeroporto civile, Phinda
- FADR Aeroporto civile, Dunnottar Air Base / Daring
- FADS Aeroporto civile, Dorabis / De Doorns, Namibia
- FADV Base aerea, Devon Air Base
- FADW Aeroporto civile, Docks Waterfront
- FADX Aeroporto civile, Delta 200
- FADY Aeroporto civile, De Aar Met
- FADZ Aeroporto civile, Drakensburg Gardens
- FAEC Aeroporto civile, Estcourt
- FAED Aeroporto civile, Edenburg
- FAEG Aeroporto civile, Egnep
- FAEL (Codice IATA = ELS) Aeroporto BEN SHOEMAN, East London
- FAEM (Codice IATA = EMG) Aeroporto civile, Empangeni
- FAEO Aeroporto civile, Ermelo
- FAER (Codice IATA = ELL) Aeroporto civile, Ellisras
- FAES Aeroporto civile, Eshowe
- FAET Aeroporto civile, Elliot
- FAEW Aeroporto civile, Seaview
- FAFA Aeroporto civile, Jaegersfontein
- FAFB (Codice IATA = FCB) Aeroporto civile, Ficksburg Sentra Oes
- FAFF Aeroporto civile, Frankfort
- FAFG Aeroporto civile, Flamingo
- FAFK Aeroporto civile, Fisantekraal
- FAFO Aeroporto civile, Fort Beaufort
- FAFR Aeroporto civile, Fraserburg
- FAFU Aeroporto civile, Fraaiuitzicht
- FAFW Aeroporto civile, Freeway
- FAGA Aeroporto The Valley/Wallblake, Grange
- FAGB Aeroporto civile, Gobabis, Namibia
- FAGC (Codice IATA = GCJ) Aeroporto Grand Central Airport, Johannesburg
- FAGE Aeroporto civile, Gough Island
- FAGG (Codice IATA = GRJ) Aeroporto P. W. BOTHA, George
- FAGH Aeroporto civile, Glen Gray
- FAGI (Codice IATA = GIY) Aeroporto civile, Giyani / Giyana
- FAGJ Aeroporto civile, Gifvlei
- FAGL Aeroporto civile, Grobersdal
- FAGM Aeroporto Rand / Germiston Airport, Johannesburg
- FAGO Aeroporto civile, Gowrie
- FAGR Aeroporto civile, Graaff Reinet
- FAGS Aeroporto civile, Giants Castle Game
- FAGT Aeroporto civile, Grahamstown
- FAGV Aeroporto civile, Gravelotte
- FAGW Aeroporto civile, Magwa
- FAGY Aeroporto civile, Greytown
- FAHA Aeroporto civile, Harmony
- FAHB Aeroporto civile, Hartebeespoortdam
- FAHC Aeroporto civile, Howick
- FAHD Aeroporto civile, Humansdorp
- FAHE Aeroporto Hendrina Power St, Pullenshope
- FAHF Aeroporto civile, Henry's Flats
- FAHG Aeroporto civile, Heidelberg
- FAHH Aeroporto civile, Hibberdene
- FAHJ Aeroporto civile, Harding
- FAHK Aeroporto civile, Haakdoornboom
- FAHL (Codice IATA = HLW) Aeroporto civile, Hluhluwe
- FAHM Aeroporto civile, Hermanus
- FAHN Aeroporto civile, Henties Bay, Namibia
- FAHO Aeroporto civile, Heibron
- FAHP Aeroporto civile, Hoopstad
- FAHR Aeroporto civile, Harrismith
- FAHS (Codice IATA = HDS) Base aerea, Hoedspruit
- FAHT Aeroporto Burgerlike Airport, Hoedspruit
- FAHU Aeroporto civile, Hms Bastard Memorial
- FAHV Aeroporto civile, Hendrik Verwoerd Dam
- FAIA Aeroporto civile, Itala
- FAID Aeroporto civile, Idutywa
- FAIO Aeroporto civile, Odi]
- FAIR Aeroporto Irene, Pretoria
- FAIS Aeroporto civile, Isithebe
- FAIV Aeroporto civile, Ingwavuma
- FAIW Aeroporto civile, Indwe
- FAJB Aeroporto civile, Johannesburg City
- FAJF Aeroporto civile, Jagersfontain
- FAJP Aeroporto civile, Joubertina
- FAOR (Codice IATA = JNB) Aeroporto Internazionale OR Tambo, Johannesburg
- FAJV Aeroporto civile, Jansenville
- FAJV Aeroporto SAAF Air Base, Klippan
- FAKA Aeroporto Kagga Kamma, Karibib, Namibia
- FAKD (Codice IATA = KXE) Aeroporto civile, Klerksdorp
- FAKE Aeroporto civile, Kei Mouth
- FAKF Aeroporto civile, Koffee Bay
- FAKG Aeroporto civile, Komati Kragsentrale (power Station)
- FAKH Aeroporto civile, Kenhardt
- FAKI Aeroporto civile, Kobb Inn
- FAKJ Aeroporto civile, Kamanjab, Namibia
- FAKK Aeroporto civile, Kakamas
- FAKL Aeroporto Power Station, Kriel
- FAKM (Codice IATA = KIM) Aeroporto B. J. VORSTER, Kimberley
- FAKO Aeroporto civile, Komga
- FAKP (Codice IATA = KOF) Aeroporto civile, Komatipoort
- FAKR Aeroporto civile, Krugersdorp
- FAKS Aeroporto civile, Kroonstad
- FAKT (Codice IATA = KMP) Aeroporto J.G.H. van der Wath, Keetmanshoop / Boschkop, Namibia
- FAKU (Codice IATA = KMH) Aeroporto civile, Kuruman
- FAKV Aeroporto civile, Koffyfontein
- FAKW Aeroporto civile, Kareedouw
- FAKX Aeroporto civile, Khorixas / Kenton On Sea, Namibia
- FAKZ (Codice IATA = KLZ) Aeroporto civile, Kleinzee
- FALA (Codice IATA = HLA) Aeroporto Internazionale Lanseria, Johannesburg
- FALB Aeroporto civile, Ladybrand
- FALC Aeroporto civile, Lime Acres/finch Mine
- FALF Aeroporto civile, Loeriesfontein
- FALH Base aerea, Lohathla
- FALI Aeroporto civile, Lichtenburg
- FALK (Codice IATA = LUJ) Aeroporto civile, Lusikisiki
- FALL Aeroporto civile, Lydenburg
- FALM Aeroporto civile, Lambertsbaai
- FALO Aeroporto civile, Louis Trichardt
- FALQ Aeroporto civile, El Mirrador
- FALR Aeroporto civile, Louwater / Steytlerville, Namibia
- FALS Aeroporto civile, Sommersveld
- FALT (Codice IATA = LCD) Aeroporto civile, Louis Trichardt
- FALW Base aerea, Langebaanweg
- FALY (Codice IATA = LAY) Aeroporto civile, Ladysmith
- FALZ (Codice IATA = LUD) Aeroporto civile, Luederitz, Namibia
- FAMA Aeroporto civile, Matatiele
- FAMB Aeroporto TVL, Middelburg
- FAMC Aeroporto Cape, Middelburg
- FAMD (Codice IATA = AAM) Aeroporto civile, Mala Mala
- FAME Aeroporto civile, Marion Island
- FAMF Aeroporto civile, Malabar
- FAMG (Codice IATA = MGH) Aeroporto civile, Margate
- FAMH Aeroporto civile, Maltahohe, Namibia
- FAMI Aeroporto civile, Marble Hall
- FAMJ Aeroporto Kragsentrale (Power Station), Majuba
- FAMK Aeroporto civile, Mafikeng
- FAML Aeroporto civile, Mariental / Manyani Game Lodge, Namibia
- FAMM (Codice IATA = MBD) Aeroporto Mmabatho International, Mmabatho (bophuthatswana)
- FAMN Aeroporto civile, Malalane
- FAMO Aeroporto civile, Mossel Bay Cape Saint Blaize
- FAMP (Codice IATA = MPA) Aeroporto civile, Mpacha, Namibia
- FAMQ Aeroporto civile, Maclear
- FAMR Base aerea, Marieskop
- FAMS (Codice IATA = MEZ) Aeroporto civile, Messina
- FAMT Aeroporto civile, Meyerton / Molteno
- FAMU (Codice IATA = MZQ) Aeroporto civile, Mkuze
- FAMV Aeroporto civile, Montrose
- FAMW (Codice IATA = MZF) Aeroporto Wild Coast, Mzamba
- FAMX Aeroporto civile, Mbazwane
- FAMY Aeroporto civile, Malmesbury (Sudafrica)
- FAMZ Aeroporto civile, Msauli
- FANA (Codice IATA = NNI) Aeroporto civile, Namutoni, Namibia
- FANC (Codice IATA = NCS) Aeroporto civile, Newcastle
- FANG Aeroporto civile, Ngala
- FANH Aeroporto civile, New Hanover (Sudafrica)
- FANL Aeroporto civile, New Largo
- FANO Aeroporto civile, Nduno
- FANS (Codice IATA = NLP) Aeroporto civile, Nelspruit
- FANV Aeroporto civile, Nieuwoudtville
- FANY Aeroporto civile, Nylstroom
- FAOA (Codice IATA = OND) Aeroporto civile, Ondangwa, Namibia
- FAOB Aeroporto civile, Overberg
- FAOD Aeroporto civile, Odendaalsrus
- FAOE Aeroporto civile, Omega, Namibia
- FAOF Aeroporto civile, Olifantshoek
- FAOG (Codice IATA = OMD) Aeroporto civile, Oranjemund, Namibia
- FAOH (Codice IATA = OUH) Aeroporto civile, Oudtshoorn
- FAOI Aeroporto civile, Orient
- FAOJ Aeroporto civile, Outjo, Namibia
- FAOK Aeroporto civile, Okakarara, Namibia
- FAOL Aeroporto civile, Othawa
- FAON Aeroporto civile, Okahandja /ornate, Namibia
- FAOO (Codice IATA = OKF) Aeroporto civile, Okaukuejo, Namibia
- FAOP Aeroporto civile, Opuwa, Namibia
- ????   Aeroporto civile, Olifants River Bridge
- FAOS (Codice IATA = OHI) Aeroporto civile, Oshakati, Namibia
- FAOT Aeroporto civile, Ottosdal
- FAOU Aeroporto civile, Operet, Namibia
- FAOV Aeroporto civile, Otavia, Namibia
- FAOW Aeroporto civile, Otjiwarongo, Namibia
- FAOY Aeroporto civile, Orkney
- FAPA (Codice IATA = AFD) Aeroporto civile, Port Alfred
- FAPB Base aerea, Polokwane (già Pietersburg)
- FAPC (Codice IATA = YPA) Aeroporto civile, Prince Albert (SA)
- FAPD Aeroporto civile, Pofadder
- FAPE (Codice IATA = PLZ) Aeroporto H.F. VERWOERD, Port Elizabeth
- FAPF Aeroporto civile, Piet Retief
- FAPG (Codice IATA = PBZ) Aeroporto civile, Plettenberg Bay
- FAPH (Codice IATA = PHW) Aeroporto Hendrick van Eck, Phalaborwa
- FAPI (Codice IATA = PTG) Aeroporto civile, Polokwane (già Pietersburg)
- FAPJ (Codice IATA = JOH) Aeroporto civile, Port St Johns
- FAPK (Codice IATA = PRK) Aeroporto civile, Prieska
- FAPL Aeroporto civile, Pongola
- FAPM (Codice IATA = PZB) Aeroporto Oribi, Pietermaritzburg
- FAPN (Codice IATA = NTY) Aeroporto Sun City, Pilanesberg
- FAPO Aeroporto civile, Philippolis
- FAPP Aeroporto Rudolph Heimstr, Potgietershuis
- FAPQ Aeroporto civile, Pomfret (Sudafrica)
- FAPR Aeroporto JAN SMUTS, Pretoria
- FAPS Base aerea, Potchefstroom
- FAPT Aeroporto civile, Postmasburg
- FAPU Aeroporto civile, Paarl
- FAPV Aeroporto civile, Petrusville
- FAPW Aeroporto civile, Pietersrus
- FAPX Aeroporto civile, Paradise Beach
- FAPY Aeroporto civile, Parys
- FAPZ Aeroporto civile, Progress
- FAQT (Codice IATA = UTW) Aeroporto civile, Queenstown
- FARB (Codice IATA = RCB) Aeroporto civile, Richards Bay
- FARC Aeroporto civile, Ruacana, Namibia
- FARD Aeroporto civile, Riversdale
- FARG Aeroporto civile, Rustenburg
- FARH Aeroporto civile, Rehoboth, Namibia
- FARI (Codice IATA = RVO) Aeroporto civile, Reivilo
- FARK (Codice IATA = WVB) Aeroporto Rooikop, Walvis Bay, Namibia
- FARM Aeroporto civile, Richmond
- FARO Aeroporto civile, Rooiberg
- FARP Aeroporto civile, Rosh Pinah, Namibia
- FARS (Codice IATA = ROD) Aeroporto civile, Robertson
- FARU (Codice IATA = NDU) Aeroporto civile, Rundu, Namibia
- FARZ Aeroporto civile, Reitz, Sudafrica
- FASA Aeroporto civile, Sani Pass
- FASB (Codice IATA = SBU) Aeroporto civile, Springbok
- FASC (Codice IATA = ZEC) Aeroporto civile, Secunda / Seconda
- FASD (Codice IATA = SDB) Aeroporto civile, Saldanha Bay Langebaan
- FASE Aeroporto civile, Sanae
- FASG Aeroporto civile, Schweizer Reneke
- FASH Aeroporto civile, Stellenbosch
- FASI Aeroporto civile, Springs
- FASJ Aeroporto civile, Saffier
- FASK Base aerea, Swartkop
- FASL Aeroporto civile, Sutherland
- FASM (Codice IATA = SWP) Aeroporto Siteka, Swakopmund, Namibia
- FASN Aeroporto civile, Senekal
- FASO Aeroporto civile, Stormsriver
- FASP Aeroporto civile, Sit Lowry's Pass
- FASQ Aeroporto civile, Seagulls
- FASR Aeroporto civile, Standerton
- FASS (Codice IATA = SIS) Aeroporto civile, Sishen
- FAST Aeroporto civile, Somerset East
- FASU Aeroporto civile, Sace
- FASV Aeroporto Navy, Silver Mine
- FASW Aeroporto civile, Slurry
- FASX Aeroporto civile, Swellendam
- FASY Aeroporto civile, Syferfontein
- FASZ (Codice IATA = SZK) Aeroporto civile, Skukuza
- FATA Aeroporto civile, Tarkastad
- FATB Aeroporto civile, Thorny Bush Game Lodge
- FATC Aeroporto civile, Tristan Da Cunha
- FATF Aeroporto civile, Tommy's Field
- FATH (Codice IATA = THY) Aeroporto Thompson Airport, Thohoyandou
- FATI Aeroporto civile, Thabazimbi
- FATK Aeroporto Tsitsikama, Tsumkwe, Namibia
- FATM Aeroporto civile, Stutterheim
- FATN (Codice IATA = TCU) Aeroporto civile, Thaba Nchu
- FATP Aeroporto civile, Bloemfontein New Tempe
- FATR Aeroporto civile, Trenneries
- FATT Aeroporto Power Station, Tutuka
- FATW Aeroporto civile, Tswalo Game Lodge
- FATZ (Codice IATA = LTA) Aeroporto civile, Tzaneen
- FAUB Aeroporto civile, Underberg
- FAUC Aeroporto civile, Ulco
- FAUG Aeroporto civile, Ugie
- FAUH Aeroporto civile, Uitenhage
- FAUK Aeroporto civile, Usakos, Namibia
- FAUL (Codice IATA = ULD) Aeroporto Prince Mangosutho Buth, Ulundi
- FAUP (Codice IATA = UTN) Aeroporto Pierre van Ryneveld, Upington
- FAUR Aeroporto civile, Utrecht
- FAUS Aeroporto civile, Uis, Namibia
- FAUT (Codice IATA = UTT) Aeroporto K.D. Matanzima, Umtata
- FAVA Aeroporto civile, Vaalputs
- FAVB (Codice IATA = VRU) Aeroporto civile, Vryburg
- FAVD Aeroporto civile, Vrede
- FAVE Aeroporto civile, Ventersdorp
- FAVF Aeroporto civile, Verborgenfontein
- FAVG (Codice IATA = VIR) Aeroporto civile, Durban-Virginia
- FAVI Aeroporto civile, Von Abo's Villa
- FAVM Aeroporto civile, Venetia Mine
- FAVP Aeroporto civile, Vanderbijlpark
- FAVR (Codice IATA = VRE) Aeroporto civile, Vredendal
- FAVU Aeroporto civile, Volksrust
- FAVV Aeroporto civile, Vereeniging
- FAVW Aeroporto civile, Victoria West
- FAVY (Codice IATA = VYD) Aeroporto civile, Vryheid
- FAWA Aeroporto civile, Warm Bath
- FAWB (Codice IATA = PRY) Aeroporto WONDERBOOM, Pretoria
- FAWC Aeroporto civile, Worcester
- FAWD Aeroporto civile, Warden
- FAWE (Codice IATA = WDH) Aeroporto Eros, Windhoek, Namibia
- FAWH Aeroporto J. G. Strijdom International Lughawe, Windhoek, Namibia
- FAWI Aeroporto civile, Witbank
- FAWK Aeroporto LMB Air Base, Waterkloof
- FAWL Aeroporto Williston International, Williston
- FAWM (Codice IATA = WEL) Aeroporto civile, Welkom
- FAWN Aeroporto civile, Winburg
- FAWO Aeroporto civile, Willowmore
- FAWP Aeroporto civile, Wepener
- FAWR Aeroporto civile, Wavecrest
- FAWS Aeroporto civile, Wesselsbrunn
- FAWT Aeroporto Cape Blue Mines, Westerburg
- FAWW (Codice IATA = WDH) Aeroporto Sodwana International, Windhoek, Namibia
- FAWY Aeroporto civile, Wolseley
- FAYP Base aerea, Ysterplaat
- FAZA Aeroporto civile, Zastron
- FAZC Aeroporto civile, Zululand Anthracite Colliery
- FAZG Aeroporto civile, Swartberg
- FAZP Aeroporto civile, Mazeppa
- FAZQ Aeroporto civile, Star
- FAZR Aeroporto civile, Zeerust
- FAZU Aeroporto civile, Zuney

## FB - Botswana
- FBCO Aeroporto civile, Camp Okavango
- FBFT (Codice IATA = FRW) Aeroporto di Francistown, Francistown
- FBGM Aeroporto civile, Gomare
- FBGZ (Codice IATA = GNZ) Aeroporto civile, Ghanzi
- FBJW (Codice IATA = JWA) Aeroporto civile, Jwaneng
- FBKE (Codice IATA = BBK) Aeroporto di Kasane, Kasane
- FBKG Aeroporto civile, Kang
- FBKR (Codice IATA = KHW) Aeroporto civile, Khwai River Lodge
- FBKY Aeroporto civile, Kanye
- FBLO (Codice IATA = LOQ) Aeroporto civile, Lobatse
- FBLT Aeroporto civile, Letlhakane
- FBMG Base aerea, Machaneng
- FBML Aeroporto civile, Molepolole
- FBMM Aeroporto civile, Makalamabedi
- FBMN (Codice IATA = MUB) Aeroporto di Maun, Maun
- FBMS Aeroporto civile, Mosetse
- FBNN Aeroporto civile, Nokaneng
- FBNT Aeroporto civile, Nata
- FBNW ?
- FBOK Aeroporto civile, Okwa
- FBOR (Codice IATA = ORP) Aeroporto civile, Orapa
- FBPA Aeroporto MIL, Pandamatenga
- FBPY Aeroporto civile, Palapye
- FBRK Base aerea, Rakops
- FBSD Aeroporto civile, Serondela
- FBSK (Codice IATA = GBE) Aeroporto Internazionale Sir Seretse Khama, Gaborone
- FBSN (Codice IATA = SXN) Aeroporto civile, Sua-Pan
- FBSP (Codice IATA = PKW) Aeroporto civile, Selebi-Phikwe
- FBSR Aeroporto civile, Serowe
- FBSV Aeroporto civile, Savuti
- FBSW (Codice IATA = SWX) Aeroporto civile, Shakawe
- FBTE Aeroporto civile, Tshane
- FBTL (Codice IATA = TLD) Aeroporto civile, Tuli Lodge
- FBTP Aeroporto civile, Thebephatshwa
- FBTS (Codice IATA = TBY) Aeroporto civile, Tshabong/Tsabong
- FBXB Aeroporto civile, Xaxaba
- FBXG Aeroporto civile, Xugana
- FBXX Aeroporto civile, Xaxaba

## FC - Repubblica del Congo
- FCBA Aeroporto civile, La Louila
- FCBB (Codice IATA = BZV) Aeroporto Maya Maya, Brazzaville
- FCBD (Codice IATA = DJM) Aeroporto civile, Djambala
- FCBG Aeroporto civile, Madingou
- FCBK (Codice IATA = KNJ) Aeroporto civile, Kindamba
- FCBL (Codice IATA = LCO) Aeroporto civile, Lague
- FCBM (Codice IATA = MUY) Aeroporto civile, Mouyondzi
- FCBO Aeroporto civile, M'pouya
- FCBP Aeroporto civile, M'passa
- FCBS (Codice IATA = SIB) Aeroporto civile, Sibiti
- FCBT Aeroporto civile, Loutete
- FCBU Aeroporto civile, Aubeville
- FCBY (Codice IATA = NKY) Aeroporto Yokangassi, Nkayi
- FCBZ (Codice IATA = ANJ) Aeroporto civile, Zanaga
- FCDU Aeroporto civile, Kimpangu
- FCMA Aeroporto civile, Mavinza
- FCMB Aeroporto civile, N'ziba
- FCMD Aeroporto Siderta, Vouka
- FCMF Aeroporto civile, Loufoula
- FCMG Aeroporto civile, Gokango
- FCMI Aeroporto civile, Irogo
- FCMK Aeroporto Kibangou, Kele
- FCML Aeroporto civile, Leboulou
- FCMM (Codice IATA = MSX) Aeroporto civile, Mossendjo
- FCMN Aeroporto civile, N'gongo
- FCMO Aeroporto Mandoro, Vouka
- FCMR Aeroporto civile, Marala
- FCMS Aeroporto civile, Nyanga
- FCMT Aeroporto Thomas, Bekol
- FCMY Aeroporto Legala, Mayoko
- FCMZ Aeroporto civile, N'zabi
- FCOB (Codice IATA = BOE) Aeroporto civile, Boundji
- FCOE (Codice IATA = EWO) Aeroporto civile, Ewo
- FCOG (Codice IATA = GMM) Aeroporto civile, Gamboma
- FCOI (Codice IATA = ION) Aeroporto civile, Impfondo
- FCOK (Codice IATA = KEE) Aeroporto civile, Kelle
- FCOL Aeroporto civile, Loukolela
- FCOM (Codice IATA = MKJ) Aeroporto civile, Makoua
- FCOO (Codice IATA = FTX) Aeroporto civile, Owando
- FCOS (Codice IATA = SOE) Aeroporto civile, Souanke
- FCOT (Codice IATA = BTB) Aeroporto civile, Betou
- FCOU (Codice IATA = OUE) Aeroporto civile, Ouésso
- FCPA (Codice IATA = KMK) Aeroporto civile, Makabana
- FCPB Aeroporto civile, Bangamba
- FCPD Aeroporto civile, Loudima
- FCPE Aeroporto civile, Leganda
- FCPG Aeroporto civile, Kibangou
- FCPI Aeroporto Loubetsi, Vounda
- FCPK Aeroporto civile, N'komo
- FCPL (Codice IATA = DIS) Aeroporto civile, Dolisie
- FCPM Aeroporto civile, M'baya
- FCPN Aeroporto civile, Noumbi
- FCPO Aeroporto civile, Pemo
- FCPP (Codice IATA = PNR) Aeroporto di Pointe Noire, Pointe-Noire
- FCPY Aeroporto civile, Loukanyi

## FD - eSwatini
- FD01 Aeroporto civile, Big Bend/ubombo Ranches
- FDBM Aeroporto civile, Big Bend/matata
- FDBS Aeroporto civile, Big Bend/sugar Estate
- FDBT Aeroporto civile, Big Bend/tambuti
- FDGD Aeroporto civile, Nhlangano
- FDGL Aeroporto civile, Lavumisa
- FDKS Aeroporto civile, Kubuta
- FDLV Aeroporto civile, Lavumisa
- FDMB Aeroporto civile, Mbabane
- FDMH Aeroporto civile, Mhlume
- FDMS (Codice IATA = MTS) Aeroporto di Matsapha, Manzini
- FDNG Aeroporto civile, Piggs Peak/ngonini
- FDNH Aeroporto civile, Nhlangano
- FDNS Aeroporto civile, Nsoko
- FDSK (Codice IATA = SHO) Aeroporto Internazionale Re Mswati III, Manzini
- FDSM Aeroporto civile, Simunye
- FDST Aeroporto civile, Siteki
- FDTM Aeroporto civile, Tambankulu
- FDTS Aeroporto civile, Tshaneni
- FDUB Aeroporto civile, Ubombo

## FE - Repubblica Centrafricana
- FEFA Aeroporto civile, Alindao
- FEFB (Codice IATA = MKI) Aeroporto M'BOKI, Obo
- FEFC Aeroporto civile, Carnot
- FEFD Aeroporto civile, Damara
- FEFE Aeroporto civile, Mobaye Mbanga
- FEFF (Codice IATA = BGF) Aeroporto M'Poko, Bangui
- FEFG (Codice IATA = BGU) Aeroporto civile, Bangassou
- FEFI (Codice IATA = IRO) Aeroporto civile, Birao
- FEFK Aeroporto civile, Kembe
- FEFL (Codice IATA = BEM) Aeroporto civile, Bossembélé
- FEFM (Codice IATA = BBY) Aeroporto civile, Bambari
- FEFN (Codice IATA = NDL) Aeroporto civile, N'dele
- FEFO (Codice IATA = BOP) Aeroporto civile, Bouar
- FEFP Aeroporto civile, Paoua
- FEFQ Aeroporto civile, Kaga Bandoro
- FEFR (Codice IATA = BIV) Aeroporto civile, Bria
- FEFS (Codice IATA = BSN) Aeroporto civile, Bossangoa
- FEFT (Codice IATA = BBT) Aeroporto di Berbérati, Berbérati
- FEFU Aeroporto civile, Sibut
- FEFW Aeroporto civile, Ouadda
- FEFY (Codice IATA = AIG) Aeroporto civile, Yalinga
- FEFZ (Codice IATA = IMO) Aeroporto civile, Zemio
- FEGA Aeroporto civile, Avakaba
- FEGB Aeroporto civile, Bambouti
- FEGC Aeroporto civile, Bocaranga
- FEGD Aeroporto civile, Dekoa
- FEGF Aeroporto civile, Batangafo
- FEGG Aeroporto civile, Gamboula
- FEGI Aeroporto civile, Grimari
- FEGK Aeroporto civile, Kouango
- FEGL Aeroporto civile, Melle Gourdil
- FEGM Aeroporto civile, Bakouma
- FEGN Aeroporto civile, Nola
- FEGO Aeroporto civile, Ouanda Djalle
- FEGR Aeroporto civile, Rafaï
- FEGU Aeroporto civile, Bouca
- FEGZ (Codice IATA = BOZ) Aeroporto civile, Bozoum

## FG - Guinea Equatoriale
- FGBT (Codice IATA = BSG) Aeroporto civile, Bata
- FGSL (Codice IATA = SSG) Aeroporto di Malabo, Malabo

## FH - Sant'Elena, Ascensione e Tristan da Cunha
- FHAW Aeroporto civile, Wide Awake Field
- FHSH Aeroporto di Sant'Elena

## FI - Mauritius
- FIMP (Codice IATA = MRU) Aeroporto Internazionale Sir Seewoosagur Ramgoolam, Plaisance
- FIMR (Codice IATA = RRG) Aeroporto Plaine Corail, Rodrigues Island

## FJ - Territorio Britannico dell'Oceano Indiano
- FJDG Aeroporto US Military Base, Diego Garcia Island

## FK - Camerun
- FKAB Aeroporto civile, Banyo
- FKAF Aeroporto civile, Bafia
- FKAG Aeroporto civile, Abong-Mbang
- FKAL Aeroporto civile, Lomie
- FKAM Aeroporto civile, Meiganga
- FKAN (Codice IATA = NKS) Aeroporto civile, Nkongsamba
- FKAO Aeroporto civile, Betare-Oya
- FKAY Aeroporto civile, Yoko
- FKKA (Codice IATA = MVR) Aeroporto Salak, Maroua
- FKKB (Codice IATA = KBI) Aeroporto civile, Kribi
- FKKC (Codice IATA = TKC) Aeroporto civile, Tiko
- FKKD (Codice IATA = DLA) Aeroporto di Douala, Douala
- FKKE Aeroporto civile, Eseka
- FKKF (Codice IATA = MMF) Aeroporto civile, Mamfé
- FKKG (Codice IATA = BLC) Aeroporto civile, Bali
- FKKH (Codice IATA = KLE) Aeroporto civile, Kaele
- FKKI (Codice IATA = OUR) Aeroporto civile, Batouri
- FKKJ (Codice IATA = GXX) Aeroporto civile, Yagoua Ville
- FKKL (Codice IATA = MVR) Aeroporto civile, Maroua-Salak
- FKKM Aeroporto civile, Koundja
- FKKM (Codice IATA = FOM) Aeroporto Nkounja, Foumban
- FKKN (Codice IATA = NGE) Aeroporto civile, Ngaoundere / N'gaoundere
- FKKO (Codice IATA = BTA) Aeroporto civile, Bertoua
- FKKR (Codice IATA = GOU) Aeroporto di Garoua, Garoua
- FKKS (Codice IATA = DSC) Aeroporto civile, Dschang
- FKKT Aeroporto civile, Tibati
- FKKU (Codice IATA = BFX) Aeroporto civile, Bafoussam
- FKKV (Codice IATA = BPC) Aeroporto Bali, Bamenda
- FKKW (Codice IATA = EBW) Aeroporto civile, Ebolowa
- FKKY (Codice IATA = YAO) Aeroporto civile, Yaoundé
- FKYS (Codice IATA = NSI) Aeroporto di Yaoundé-Nsimalen, Yaoundé

## FL - Zambia
- FLAA Aeroporto civile, Kawa
- FLAI Aeroporto civile, Amelia
- FLAM Aeroporto civile, Chama
- FLAT Aeroporto civile, Katete
- FLBA (Codice IATA = MMQ) Aeroporto civile, Mbala
- FLCC Aeroporto civile, Chocha
- FLCH Aeroporto civile, Choma
- FLCI Aeroporto civile, Chienga
- FLCK Aeroporto civile, Chikankata
- FLCM Aeroporto civile, Chimbwi
- FLCN Aeroporto civile, Ching'ombe
- FLCO Aeroporto civile, Chocha
- FLCP (Codice IATA = CIP) Aeroporto civile, Chipata
- FLCR Aeroporto civile, Ceres
- FLCS Aeroporto civile, Chinsali
- FLCU Aeroporto civile, Chunga
- FLDE Aeroporto LUSIWASI, Delking
- FLDH Aeroporto civile, Dambi Hills
- FLEA Aeroporto civile, East One
- FLEB Aeroporto civile, East Two
- FLEC Aeroporto civile, East Three
- FLED Aeroporto civile, East Four
- FLEE Aeroporto civile, East Five
- FLEF Aeroporto civile, East Six
- FLEG Aeroporto civile, East Seven
- FLEH Aeroporto civile, East Eight
- FLEJ Aeroporto civile, East Ten
- FLEN Aeroporto civile, East Fourteen
- FLFC Aeroporto civile, Farm Centre
- FLFW Aeroporto civile, Fiwila
- FLGE Aeroporto civile, Mukinge
- FLGU Aeroporto civile, Lwengu
- FLGW Aeroporto civile, Mpongwe
- FLHN (Codice IATA = LVI) Aeroporto Internazionale Harry Mwanga Nkumbula, Livingstone
- FLHP Aeroporto civile, Hippo
- FLIJ Aeroporto civile, Inja
- FLIK Aeroporto civile, Isoka
- FLIS Aeroporto civile, Ikaros
- FLJK Aeroporto civile, Jeki
- FLKA Aeroporto civile, Kasanka
- FLKB Aeroporto civile, Kawambwa
- FLKD Aeroporto civile, Kalundu
- FLKE (Codice IATA = ZKP) Aeroporto civile, Kasompe
- FLKG Aeroporto civile, Kalengwa, Zaire
- FLKH Aeroporto civile, Kashikishi
- FLKI Aeroporto civile, Kalene
- FLKJ Aeroporto civile, Kanja
- FLKK Aeroporto civile, Kakumbi
- FLKL (Codice IATA = KLB) Aeroporto civile, Kalabo
- FLKM Aeroporto civile, Kapirimposhi
- FLKN Aeroporto civile, Kyindu
- FLKO (Codice IATA = KMZ) Aeroporto civile, Kaoma
- FLKP Aeroporto civile, Kapamba
- FLKS (Codice IATA = KAA) Aeroporto civile, Kasama
- FLKU Aeroporto civile, Kanyau / Kushiya
- FLKW Aeroporto Milliken, Kabwe
- FLKY (Codice IATA = ZKB) Aeroporto civile, Kasaba Bay
- FLKZ Aeroporto civile, Lukuzi
- FLLA Aeroporto civile, Luanshya
- FLLB Aeroporto civile, Lubombo
- FLLC Aeroporto City Airport, Lusaka
- FLLD Aeroporto civile, Lundazi
- FLLE Aeroporto civile, Lesa
- FLLF Aeroporto civile, Lufwanyama
- FLLG Aeroporto civile, Luwingu
- FLLI (Codice IATA = LVI) Aeroporto di Livingstone, Livingstone
- FLLK (Codice IATA = LXU) Aeroporto civile, Lukulu
- FLLL Aeroporto civile, Lwela
- FLLM Aeroporto civile, Lushimba Springs
- FLLN Aeroporto civile, Landless Corner
- FLLO Aeroporto civile, Kalomo, Zaire
- FLLS (Codice IATA = LUN) Aeroporto Internazionale di Lusaka, Lusaka
- FLLU Aeroporto civile, Luampa
- FLLW Aeroporto civile, Lechwe
- FLLY Aeroporto civile, Lilayi
- FLLZ Aeroporto civile, Lukuzi Flkz?
- FLMA (Codice IATA = MNS) Aeroporto civile, Mansa
- FLMB Aeroporto civile, Mammba
- FLMD Aeroporto civile, Musonda Falls
- FLME Aeroporto civile, Mufumbwe
- FLMF (Codice IATA = MFU) Aeroporto civile, Mfuwe
- FLMG (Codice IATA = MNR) Aeroporto civile, Mongu
- FLMH Aeroporto civile, Mushishima
- FLMI Aeroporto civile, Mukonchi
- FLMK Aeroporto civile, Mkushi
- FLML Aeroporto civile, Mufulira
- FLMM Aeroporto civile, Maramba
- FLMN Aeroporto civile, Mendawena
- FLMO Aeroporto civile, Monze
- FLMP Aeroporto civile, Mpika
- FLMS Aeroporto civile, Musalango
- FLMT Aeroporto civile, Mutanda
- FLMU Aeroporto civile, Mulobezi
- FLMW Aeroporto civile, Mwinilunga
- FLMZ Aeroporto civile, Mazabuka
- FLNA Aeroporto civile, Ngoma, Zaire
- FLND (Codice IATA = NLA) Aeroporto civile, Ndola / N'dola
- FLNG Aeroporto civile, Lunga
- FLNI Aeroporto civile, Ngweshi
- FLNL Aeroporto civile, Namwala
- FLNY Aeroporto civile, Nyimba
- FLPA Aeroporto civile, Kasempa
- FLPE Aeroporto civile, Petauke
- FLPK Aeroporto civile, Mporokoso
- FLPO Aeroporto civile, Kabompo
- FLPP Aeroporto civile, Puku Pan
- FLRG Aeroporto civile, Rusangu
- FLRO Aeroporto civile, Rosa
- FLRU Aeroporto civile, Rufansa
- FLRZ Aeroporto civile, Royal Zambesi
- FLSA Aeroporto civile, St. Anthony
- FLSD Aeroporto civile, Sandwe
- FLSE Aeroporto civile, Serenje
- FLSF Aeroporto civile, South Folk
- FLSH Aeroporto civile, Shiwan'gandu
- FLSJ Aeroporto civile, Sakeji
- FLSM Aeroporto civile, St. Mary's
- FLSN (Codice IATA = SXG) Aeroporto civile, Senanga
- FLSO Aeroporto civile, Southdowns
- FLSS (Codice IATA = SJQ) Aeroporto civile, Sesheke
- FLSW (Codice IATA = SLI) Aeroporto civile, Solwezi
- FLTA Aeroporto civile, Kotakota
- FLTF Aeroporto civile, Tafika
- FLTI Aeroporto civile, Taranaki
- FLUB Aeroporto civile, Luembe
- FLWA Aeroporto civile, West One
- FLWB Aeroporto civile, West Two
- FLWC Aeroporto civile, West Three
- FLWD Aeroporto civile, West Four
- FLWE Aeroporto civile, West Five
- FLWF Aeroporto civile, West Six
- FLWG Aeroporto civile, West Seven
- FLWW Aeroporto civile, Waka Waka
- FLYA Aeroporto civile, Samfya
- FLZB (Codice IATA = BBZ) Aeroporto civile, Zambezi

## FM - Comore, Madagascar, Mayotte, Riunione
- FMCH (Codice IATA = HAH) Aeroporto di Moroni-Principe Saïd Ibrahim, Moroni (Comore), Comore
- FMCI (Codice IATA = NWA) Aeroporto Bandaressalam, Mohéli, Comore
- FMCN (Codice IATA = YVA) Aeroporto Iconi, Moroni, Comore
- FMCV (Codice IATA = AJN) Aeroporto Ouani, Anjouan, Comore
- FMCZ (Codice IATA = DZA) Aeroporto Pamandzi, Dzaoudzi, Mayotte
- FMEE (Codice IATA = RUN) Aeroporto Gillot, Saint-Denis de La Reunion, Riunione
- FMEP (Codice IATA = ZSE) Aeroporto civile, Saint-Pierre Reunion, Riunione
- FMMA Aeroporto Arivonimamo, Antananarivo, Madagascar
- FMMC (Codice IATA = WML) Aeroporto civile, Malaimbandy, Madagascar
- FMME (Codice IATA = ATJ) Aeroporto civile, Antsirabe, Madagascar
- FMMG (Codice IATA = WAQ) Aeroporto civile, Antsalova, Madagascar
- FMMH (Codice IATA = VVB) Aeroporto civile, Mahanoro, Madagascar
- FMMI (Codice IATA = TNR) Aeroporto di Antananarivo-Ivato, Antananarivo, Madagascar
- FMMJ Aeroporto VOLOVAN, Ambohijanahary, Madagascar
- FMMK (Codice IATA = JVA) Aeroporto civile, Ankavandra, Madagascar
- FMML (Codice IATA = BMD) Aeroporto civile, Belo Sur Tsiribihina, Madagascar
- FMMN (Codice IATA = ZVA) Aeroporto civile, Miandrivazo, Madagascar
- FMMO (Codice IATA = MXT) Aeroporto civile, Maintirano, Madagascar
- FMMP Aeroporto AMBONGALAVA, Amparafaravola, Madagascar
- FMMQ (Codice IATA = ILK) Aeroporto civile, Ilaka East, Madagascar
- FMMR (Codice IATA = TVA) Aeroporto civile, Morafenobe, Madagascar
- FMMS (Codice IATA = SMS) Aeroporto di Sainte-Marie, Île Sainte-Marie, Madagascar
- FMMT (Codice IATA = TMM) Aeroporto TAMATAVE, Toamasina, Madagascar
- FMMU (Codice IATA = WTA) Aeroporto civile, Tambohorano, Madagascar
- FMMV (Codice IATA = MOQ) Aeroporto civile, Morondava, Madagascar
- FMMX (Codice IATA = WTS) Aeroporto civile, Tsiroanomandidy, Madagascar
- FMMY (Codice IATA = VAT) Aeroporto civile, Vatomandry, Madagascar
- FMMZ (Codice IATA = WAM) Aeroporto civile, Ambatondrazaka, Madagascar
- FMNA (Codice IATA = DIE) Aeroporto di Antsiranana-Arrachart, Antsiranana, Madagascar
- FMNC (Codice IATA = WMR) Aeroporto civile, Mananara Nord, Madagascar
- FMND (Codice IATA = ZWA) Aeroporto civile, Andapa, Madagascar
- FMNE (Codice IATA = AMB) Aeroporto di Ambilobe, Ambilobe, Madagascar
- FMNF (Codice IATA = WBD) Aeroporto AVARATRA, Befandriana, Madagascar
- FMNG (Codice IATA = WPB) Aeroporto civile, Port Berge, Madagascar
- FMNH (Codice IATA = ANM) Aeroporto di Antsirabato, Antalaha, Madagascar
- FMNJ (Codice IATA = IVA) Aeroporto AMBALAVELONA, Ambanja, Madagascar
- FMNK (Codice IATA = DIE) Aeroporto ANDRAKAKA NAVY BASE, Antsiranana, Madagascar
- FMNL (Codice IATA = HVA) Aeroporto civile, Analalava, Madagascar
- FMNM (Codice IATA = MJN) Aeroporto AMBOROVY, Majunga / Mahajanga, Madagascar
- FMNN (Codice IATA = NOS) Aeroporto FASCENE, Nossi-Be, Madagascar
- FMNO (Codice IATA = DWB) Aeroporto civile, Soalala, Madagascar
- FMNP Aeroporto civile, Mampikony, Madagascar
- FMNQ (Codice IATA = BPY) Aeroporto civile, Besalampy, Madagascar
- FMNR (Codice IATA = WMN) Aeroporto civile, Maroantsetra, Madagascar
- FMNS (Codice IATA = SVB) Aeroporto civile, Sambava, Madagascar
- FMNT (Codice IATA = TTS) Aeroporto civile, Tsaratanana, Madagascar
- FMNV (Codice IATA = VOH) Aeroporto civile, Vohemar, Madagascar
- FMNW (Codice IATA = WAI) Aeroporto AMBALABE, Antsohihy, Madagascar
- FMNX (Codice IATA = WMA) Aeroporto civile, Mandritsara, Madagascar
- FMNZ Aeroporto civile, Ampampamena, Madagascar
- FMSA Aeroporto civile, Ambalavao, Madagascar
- FMSB (Codice IATA = WBO) Aeroporto ANTSOA, Beroroha, Madagascar
- FMSC (Codice IATA = WMD) Aeroporto civile, Mandabe, Madagascar
- FMSD (Codice IATA = FTU) Aeroporto di Tolagnaro, Tolagnaro, già Fort Dauphin, Madagascar
- FMSE Aeroporto civile, Betroka, Madagascar
- FMSF (Codice IATA = WFI) Aeroporto di Fianarantsoa, Fianarantsoa, Madagascar
- FMSG (Codice IATA = RVA) Aeroporto civile, Farafangana, Madagascar
- FMSI (Codice IATA = IHO) Aeroporto civile, Ihosy, Madagascar
- FMSJ (Codice IATA = MJA) Aeroporto civile, Manja, Madagascar
- FMSK (Codice IATA = WVK) Aeroporto civile, Manakara, Madagascar
- FMSL (Codice IATA = OVA) Aeroporto civile, Bekily, Madagascar
- FMSM (Codice IATA = MNJ) Aeroporto civile, Mananjary, Madagascar
- FMSN (Codice IATA = TDV) Aeroporto SAMANGOKY, Tanandava, Madagascar
- FMSO Aeroporto civile, Ranohira, Madagascar
- FMSR (Codice IATA = MXM) Aeroporto civile, Morombe, Madagascar
- FMST (Codice IATA = TLE) Aeroporto di Toliara, Toliara (o Tulear, Toliary), Madagascar
- FMSU Aeroporto civile, Vangaindrano, Madagascar
- FMSV (Codice IATA = BKU) Aeroporto civile, Betioky / Betoiky, Madagascar
- FMSY (Codice IATA = AMP) Aeroporto civile, Ampanihy, Madagascar
- FMSZ (Codice IATA = WAK) Aeroporto civile, Ankazoabo, Madagascar

## FN - Angola
- FN17 Aeroporto civile, Cahama (sito informativo)
- FN18 Aeroporto civile, Matala (sito informativo)
- FN19 Aeroporto civile, Cabo Ledo (sito informativo)
- FNAM (Codice IATA = AZZ) Aeroporto civile, Ambriz
- FNBC (Codice IATA = SSY) Aeroporto civile, M'banza Congo (sito informativo)
- FNBG (Codice IATA = BUG) Aeroporto di Benguela-17 de Setembro, Benguela (sito informativo)
- FNCA (Codice IATA = CAB) Aeroporto di Cabinda, Cabinda
- FNCB Aeroporto civile, Camembe
- FNCC Aeroporto civile, Caccolo / Cacolo
- FNCF (Codice IATA = CFF) Aeroporto civile, Cafunfo
- FNCH (Codice IATA = PGI) Aeroporto Dundo, Chitato Portugalia
- FNCM (Codice IATA = CBT) Aeroporto civile, Camabatela
- FNCP (Codice IATA = KNP) Aeroporto civile, Capanda
- FNCT (Codice IATA = CBT) Aeroporto civile, Catumbela
- FNCV (Codice IATA = CTI) Aeroporto civile, Cuito-Cuanavale
- FNCX Aeroporto civile, Camaxilo
- FNCZ (Codice IATA = CAV) Aeroporto civile, Cazombo
- FNDB Aeroporto civile, Damba
- FNDU Aeroporto civile, Dundo (sito informativo)
- FNGI (Codice IATA = NGV) Aeroporto civile, N'giva (sito informativo)
- FNGU Aeroporto civile, N'gunza
- FNHU (Codice IATA = NOV) Aeroporto di Huambo-Albano Machado, Huambo (sito informativo)
- FNKU (Codice IATA = SVP) Aeroporto BIE SILVA PORTO, Kuito (sito informativo)
- FNLB Aeroporto civile, Lobito (sito informativo)
- FNLK Aeroporto civile, Lukapa
- FNLU (Codice IATA = LAD) Aeroporto di Luanda-4 de Fevereiro (sito informativo)
- FNLZ Aeroporto civile, Luzamba (sito informativo)
- FNMA (Codice IATA = MEG) Aeroporto civile, Malange / Malanje (sito informativo)
- FNME (Codice IATA = SPP) Aeroporto civile, Menongue (sito informativo)
- FNMO (Codice IATA = MSZ) Aeroporto Yuri Gargarin Namibe, Moçâmedes (sito informativo)
- FNMQ Aeroporto civile, Maquela
- FNNG (Codice IATA = GXG) Aeroporto civile, Negage (sito informativo)
- FNPA (Codice IATA = PBN) Aeroporto civile, Porto Amboim (sito informativo)
- FNPB Aeroporto civile, Sanza Pomba
- FNSA (Codice IATA = VHC) Aeroporto civile, Saurimo (sito informativo)
- FNSO (Codice IATA = SZA) Aeroporto civile, Soyo (sito informativo)
- FNSU (Codice IATA = NDD) Aeroporto civile, Sumbe Redondo (sito informativo)
- FNTO Aeroporto civile, Toto
- FNUA (Codice IATA = UAL) Aeroporto civile, Luau
- FNUB (Codice IATA = SDD) Aeroporto di Lubango, Lubango
- FNUE (Codice IATA = LUO) Aeroporto Luso, Luena (sito informativo)
- FNUG (Codice IATA = UGO) Aeroporto VIGE, Uíge (sito informativo)
- FNWK (Codice IATA = CEO) Aeroporto civile, Waco Kungo
- FNXA (Codice IATA = XGN) Aeroporto civile, Xangongo (sito informativo)
- FNZE (Codice IATA = ARZ) Aeroporto civile, N'zeto
- FNZG Aeroporto civile, Nzagi (sito informativo)

## FO - Gabon
- FOGB (Codice IATA = BGB) Aeroporto civile, Bodoue / Booue
- FOGE (Codice IATA = KDN) Aeroporto civile, N'dende
- FOGF (Codice IATA = FOU) Aeroporto civile, Fougamou
- FOGG (Codice IATA = MBC) Aeroporto civile, M'bigou
- FOGI (Codice IATA = MGX) Aeroporto civile, Moabi / Mogabi
- FOGJ (Codice IATA = KDJ) Aeroporto civile, N Djole
- FOGM (Codice IATA = MJL) Aeroporto civile, Mouila
- FOGO (Codice IATA = OYE) Aeroporto civile, Oyem
- FOGQ (Codice IATA = OKN) Aeroporto civile, Okondja
- FOGR (Codice IATA = LBQ) Aeroporto civile, Lambarene
- FOGV (Codice IATA = MVX) Aeroporto civile, Minvoul
- FOGW Aeroporto civile, Wonga-Wongue
- FOOA (Codice IATA = MJL) Aeroporto civile, Mouila
- FOOB (Codice IATA = BMM) Aeroporto civile, Bitam
- FOOC Aeroporto civile, Cocobeach
- FOOD (Codice IATA = MFF) Aeroporto civile, Moanda
- FOOE (Codice IATA = MKB) Aeroporto civile, Mékambo
- FOOF Aeroporto civile, Franceville
- FOOG (Codice IATA = POG) Aeroporto di Port Gentil, Port Gentil
- FOOH (Codice IATA = OMB) Aeroporto Hospital, Omboue
- FOOI (Codice IATA = IGE) Aeroporto civile, Iguela
- FOOK (Codice IATA = MKU) Aeroporto EPASSENGUE, Makokou
- FOOL (Codice IATA = LBV) Aeroporto Leon M'Ba, Libreville
- FOOM (Codice IATA = MZC) Aeroporto civile, Mitzic
- FOON (Codice IATA = MVB) Aeroporto di Franceville-Mvengué, Franceville
- FOOR (Codice IATA = LTL) Aeroporto civile, Lastourville
- FOOS (Codice IATA = ZKM) Aeroporto civile, Sette Cama
- FOOT (Codice IATA = TCH) Aeroporto civile, Tchibanga
- FOOY (Codice IATA = MYB) Aeroporto civile, Mayoumba

## FP - São Tomé e Príncipe
- FPPA (Codice IATA = PGP) Aeroporto civile, Porto Alegre
- FPPR (Codice IATA = PCP) Aeroporto civile, Principe Island
- FPST (Codice IATA = TMS) Aeroporto civile, Sao Tome Island
- FPVN Aeroporto civile, Vila Das Neves

## FQ - Mozambico
- FQAG (Codice IATA = ANO) Aeroporto Antonio Enes, Angoche
- FQBI Aeroporto civile, Bilene
- FQBR (Codice IATA = BEW) Aeroporto civile, Beira
- FQCB (Codice IATA = FXO) Aeroporto Nova Freixo, Cuamba
- FQCH (Codice IATA = VPY) Aeroporto civile, Chimoio
- FQES Aeroporto civile, Estima
- FQFU Aeroporto civile, Furancungo
- FQIA Aeroporto civile, Inhaca
- FQIN (Codice IATA = INH) Aeroporto civile, Inhambane
- FQLC (Codice IATA = VXC) Aeroporto Vila Cabral, Lichinga
- FQLU Aeroporto civile, Lumbo
- FQMA (Codice IATA = MPM) Aeroporto Mavalane International, Maputo
- FQMD (Codice IATA = MUD) Aeroporto civile, Mueda
- FQMP (Codice IATA = MZB) Aeroporto civile, Mocimboa Da Praia
- FQMR Aeroporto civile, Marrupa
- FQMU Aeroporto civile, Mutarara
- FQNC (Codice IATA = MNC) Aeroporto civile, Nacala
- FQNP (Codice IATA = APL) Aeroporto civile, Nampula
- FQPB (Codice IATA = POL) Aeroporto Porto Amelia, Pemba
- FQPO Aeroporto civile, Ponta Do Ouro
- FQQL (Codice IATA = UEL) Aeroporto civile, Quelimane
- FQSG Aeroporto civile, Songo
- FQTE (Codice IATA = TCV) Aeroporto MATUNDA, Tete
- FQTT (Codice IATA = TET) Aeroporto Chingozi, Tete
- FQUG Aeroporto civile, Ulongwe
- FQVL (Codice IATA = VNX) Aeroporto civile, Vilanculos / Vilankulu
- FQXA (Codice IATA = VJB) Aeroporto Vila de Joao Belo, Xai Xai

## FS - Seychelles
- FSAL Aeroporto PRIVATE AIRPORT, Alphonse
- FSAS Aeroporto civile, Assumption Island
- FSDA Aeroporto civile, Darros Island
- FSDR (Codice IATA = DES) Aeroporto civile, Desroches
- FSFA Aeroporto PRIVATE AIRPORT, Farquhar
- FSIA (Codice IATA = SEZ) Aeroporto Internazionale delle Seychelles, Mahé
- FSMA Aeroporto civile, Marie Louise
- FSPL Aeroporto PRIVATE AIRPORT, Platte
- FSPP (Codice IATA = PRI) Aeroporto civile, Praslin Island
- FSSA Aeroporto civile, Astove
- FSSB (Codice IATA = BDI) Aeroporto civile, Bird Island
- FSSC Aeroporto PRIVATE AIRPORT, Coetivy
- FSSD (Codice IATA = DEI) Aeroporto civile, Denis Island
- FSSF (Codice IATA = FRK) Aeroporto civile, Fregate Island
- FSSR Aeroporto civile, Remire
- FSSS Aeroporto Rawinsonde Station, Seychelles

## FT - Ciad
- FTTA (Codice IATA = SRH) Aeroporto di Sarh, Sarh
- FTTB (Codice IATA = OGR) Aeroporto civile, Bongor
- FTTC (Codice IATA = AEH) Aeroporto civile, Abeche
- FTTD (Codice IATA = MQQ) Aeroporto civile, Moundou
- FTTE Aeroporto civile, Biltine
- FTTF Aeroporto civile, Fada
- FTTG Aeroporto civile, Goz-Beida
- FTTH Aeroporto civile, Lai
- FTTI (Codice IATA = ATV) Aeroporto civile, Ati
- FTTJ (Codice IATA = NDJ) Aeroporto di N'Djamena-Hassan Djamous, N'Djamena
- FTTK (Codice IATA = BKR) Aeroporto civile, Bokoro
- FTTL (Codice IATA = OTC) Aeroporto BERIM, Bol
- FTTM (Codice IATA = MVO) Aeroporto civile, Mongo
- FTTN (Codice IATA = AMC) Aeroporto Amchitka, Am-Timan
- FTTP (Codice IATA = PLF) Aeroporto civile, Pala
- FTTR Aeroporto civile, Zouar
- FTTS (Codice IATA = OUT) Aeroporto civile, Bousso
- FTTU (Codice IATA = AMO) Aeroporto civile, Mao
- FTTY (Codice IATA = FYT) Aeroporto civile, Faya-Largeau
- FTTZ Aeroporto ZOUGRA, Bardaï

## FV - Zimbabwe
- FVAB Aeroporto civile, Aberdeen
- FVAE Aeroporto civile, Braebourne
- FVAM Aeroporto civile, Samba
- FVAP Aeroporto civile, Sampa
- FVAR Aeroporto civile, Charter
- FVAT Aeroporto civile, At Last
- FVBA Aeroporto civile, Kanyemba
- FVBB Aeroporto civile, Beitbridge / Beit Bridge
- FVBC Aeroporto civile, Broadacres
- FVBD Aeroporto civile, Bindura
- FVBI Aeroporto civile, Binga
- FVBK Aeroporto civile, Bushy Park
- FVBL Aeroporto civile, Mabalauta
- FVBM Aeroporto civile, Bumi
- FVBO Aeroporto civile, Bosbury
- FVBR Aeroporto civile, Brondesbury
- FVBU (Codice IATA = BUQ) Aeroporto civile, Bulawayo
- FVBV Aeroporto civile, Blackmorevale
- FVBY Aeroporto civile, Bubye
- FVCC Aeroporto civile, C.c. Strip
- FVCD Aeroporto civile, Chirundu
- FVCE Aeroporto civile, Celina
- FVCH (Codice IATA = CHJ) Aeroporto civile, Chipinge
- FVCI Aeroporto civile, Chinoyi
- FVCJ Aeroporto civile, Chenje
- FVCK Aeroporto civile, Chikwenya
- FVCM Aeroporto civile, Cam+motor
- FVCN Aeroporto civile, Cenetary
- FVCO Aeroporto civile, Chewore
- FVCP Aeroporto CHARLES PRINCE, Harare
- FVCR Aeroporto civile, Chizarira
- FVCT Aeroporto civile, Chete
- FVCV Aeroporto civile, Chivu
- FVCW Aeroporto civile, Chikwarakwara
- FVCY Aeroporto civile, Chidamoyo
- FVCZ (Codice IATA = BFO) Aeroporto BUFFALO RANGE, Chiredzi
- FVDA Aeroporto civile, Dawsons
- FVDB Aeroporto civile, Debera
- FVDE Aeroporto civile, Deka
- FVDL Aeroporto civile, Dodhill
- FVDM Aeroporto civile, Maradadi
- FVDP Aeroporto civile, Dunlop
- FVDR Aeroporto civile, Delarosa
- FVDU Aeroporto civile, Dudley
- FVDV Aeroporto civile, Devuli
- FVDW Aeroporto civile, Dulwich
- FVDZ Aeroporto civile, Nembudziya
- FVED Aeroporto civile, Eduan
- FVEF Aeroporto civile, Wakefield
- FVES Aeroporto civile, Essex
- FVET Aeroporto civile, Sunset Strip
- FVFA (Codice IATA = VFA) Aeroporto civile, Victoria Falls
- FVFG Aeroporto civile, Fothergill
- FVFI Aeroporto civile, Filabusi
- FVFY Aeroporto civile, Fylde
- FVGA Aeroporto civile, Angwa Bridge
- FVGB Aeroporto civile, Gombera
- FVGD Aeroporto civile, Gwanda
- FVGM Aeroporto civile, Mhangura
- FVGO Aeroporto civile, Gokwe
- FVGR Aeroporto GRAND REEF, Mutare
- FVGT Aeroporto civile, Gaths Mine
- FVGV Aeroporto civile, Green Valley
- FVGW (Codice IATA = GWE) Aeroporto civile, Gweru
- FVGY Aeroporto civile, Guyu
- FVHA (Codice IATA = HRE) Aeroporto Kutsaga International, Harare
- FVHE Aeroporto civile, Chewonde
- FVHG Aeroporto civile, Hungwe
- FVHM Aeroporto civile, Hms Strip
- FVHP Aeroporto civile, Home Park
- FVHR Aeroporto civile, Humani Ranch
- FVHT Aeroporto civile, Hatcliffe
- FVHV Aeroporto civile, Harvey
- FVHY Aeroporto civile, Hippo Valley
- FVID Aeroporto civile, Nyanga Downs
- FVIG Aeroporto civile, Insingizi
- FVIK Aeroporto civile, Sycamore
- FVIL Aeroporto civile, Mshalla
- FVIM Aeroporto civile, Chimpamba
- FVIN Aeroporto INDUNA, Bulawayo
- FVIO Aeroporto civile, Inkomo
- FVIP Aeroporto civile, Impinge
- FVIR Aeroporto civile, Imire
- FVIT Aeroporto civile, Itafa
- FVJA Aeroporto civile, Mwanja
- FVJG Aeroporto civile, Jg Strip
- FVJM Aeroporto civile, James
- FVKA Aeroporto civile, Karoi
- FVKB (Codice IATA = KAB) Aeroporto civile, Kariba
- FVKK Aeroporto civile, Kwekwe
- FVKM Aeroporto civile, Komani
- FVKR Aeroporto civile, Kariangwe
- FVKU Aeroporto civile, Kutanga
- FVKW Aeroporto civile, Mkwasine
- FVKZ Aeroporto civile, Kezi
- FVLA Aeroporto civile, Langford
- FVLF Aeroporto civile, Lilford
- FVLG Aeroporto civile, Longuiel
- FVLN Aeroporto civile, Lupane
- FVLS Aeroporto civile, Lone Star Ranch
- FVLU Aeroporto civile, Lusulu
- FVMA Aeroporto civile, Marondera
- FVMB Aeroporto civile, Mashumbi
- FVMC Aeroporto civile, Hwange Main Camp
- FVMD Aeroporto civile, Mount Darwin
- FVMF Aeroporto civile, Mabikwa
- FVMH Aeroporto civile, Mahenye
- FVMI Aeroporto civile, Mubayira
- FVMK Aeroporto civile, Mkonono
- FVML Aeroporto civile, Milibizi
- FVMM Aeroporto civile, Mahamara
- FVMN Aeroporto civile, Mana Pools
- FVMS Aeroporto civile, Middle Sabi
- FVMT Aeroporto civile, Mutoko
- FVMU (Codice IATA = UTA) Aeroporto civile, Mutare
- FVMV (Codice IATA = MVZ) Aeroporto civile, Masvingo
- FVMW Aeroporto civile, Murewa
- FVMY Aeroporto civile, Mityana
- FVMZ Aeroporto civile, Marshlands
- FVNA Aeroporto civile, Spesbona
- FVNJ Aeroporto civile, Nyajena
- FVNK Aeroporto civile, Nkayi
- FVNN Aeroporto civile, Sunnyside
- FVNT Aeroporto civile, Nottingham
- FVNV Aeroporto civile, Nellievale
- FVNY Aeroporto civile, Nyanyadzi
- FVNZ Aeroporto civile, Ngezi
- FVOG Aeroporto civile, Orange Grove
- FVOM Aeroporto civile, Domavale
- FVON Aeroporto civile, Sosonya
- FVOT Aeroporto civile, Kotwa
- FVPL Aeroporto civile, Plumtree
- FVPY Aeroporto civile, Pitlockry
- FVPZ Aeroporto civile, Pedzapasi
- FVRA Aeroporto civile, Ratelshoek
- FVRB Aeroporto civile, Barberton
- FVRE Aeroporto civile, Renroc
- FVRI Aeroporto civile, Rokari
- FVRK Aeroporto civile, Rukomechi
- FVRM Aeroporto civile, Burma Valley
- FVRO Aeroporto civile, Sigaro
- FVRT Aeroporto civile, Rutenga
- FVRU Aeroporto civile, Rusape
- FVRY Aeroporto civile, Rydings School
- FVSB Aeroporto civile, Shobi
- FVSC Aeroporto civile, Sencol
- FVSE Aeroporto civile, Sanyati Estate
- FVSF Aeroporto civile, Sijarira
- FVSH Aeroporto civile, Zvishavane
- FVSI Aeroporto civile, Sipani
- FVSJ Aeroporto civile, Sana
- FVSK Aeroporto civile, Skelton
- FVSM Aeroporto civile, Sengwa Mouth
- FVSN Aeroporto civile, Sun Yet Sen
- FVSO Aeroporto civile, Masoka
- FVSP Aeroporto civile, New Spesbona
- FVSR Aeroporto civile, Sultana
- FVSS Aeroporto civile, Shirleigh
- FVSU Aeroporto civile, Singisi
- FVSV (Codice IATA = VFA) Aeroporto SPRAY VIEW, Victoria Falls
- FVSW Aeroporto civile, Sikona
- FVSX Aeroporto civile, Sengwa Gorge
- FVSY Aeroporto civile, Siyalima
- FVSZ Aeroporto civile, Sadza
- FVTA Aeroporto civile, Tashinga
- FVTB Aeroporto civile, Tiger Bay
- FVTD Aeroporto civile, Tinfields
- FVTE Aeroporto civile, Tengwe
- FVTF Aeroporto civile, Talfourd
- FVTH Aeroporto civile, Thorne
- FVTI Aeroporto civile, Tilbury
- FVTJ Aeroporto civile, Tonje
- FVTL (Codice IATA = GWE) Aeroporto THORNHILL, Gweru
- FVTP Aeroporto civile, Thorn Park
- FVTR Aeroporto civile, Tramore
- FVTS Aeroporto civile, Tsholothso
- FVTT Aeroporto civile, Teutonic
- FVTU Aeroporto civile, Tuli
- FVTW Aeroporto civile, Towla
- FVUF Aeroporto civile, Buf
- FVUN Aeroporto civile, Gun
- FVUR Aeroporto civile, Uronga
- FVVE Aeroporto civile, Sovelele
- FVVL Aeroporto civile, Valhalla
- FVVM Aeroporto civile, Mvuma
- FVVU Aeroporto civile, Siakobvu
- FVWA Aeroporto civile, Wadze
- FVWD Aeroporto civile, Wedza
- FVWE Aeroporto civile, West Nicholson
- FVWG Aeroporto civile, Maningwa
- FVWI Aeroporto civile, Mwami
- FVWK Aeroporto civile, Watakai
- FVWL Aeroporto civile, Woodlands
- FVWM Aeroporto civile, Hwange National Park
- FVWN (Codice IATA = HWN) Aeroporto civile, Hwange National Park
- FVWS Aeroporto civile, Westcote
- FVWT Aeroporto civile, Hwange Town
- FVWZ Aeroporto civile, Wanezi
- FVYB Aeroporto civile, Yomba
- FVYK Aeroporto civile, Chinyika
- FVYT Aeroporto civile, Inyati
- FVZC Aeroporto civile, Zisco
- FVZH Aeroporto civile, Zhombe
- FVZI Aeroporto civile, Mwenezi
- FVZK Aeroporto civile, Zaka
- FVZM Aeroporto civile, Muzarabani

## FW - Malawi
- FWBG Aeroporto civile, Bagula
- FWCB Aeroporto civile, Chilumba
- FWCC Aeroporto civile, Chinteche
- FWCD Aeroporto civile, Chelinda
- FWCL (Codice IATA = BLZ) Aeroporto Chileka, Blantyre
- FWCM (Codice IATA = CMK) Aeroporto civile, Club Makokola
- FWCS Aeroporto civile, Ntchisi
- FWCT Aeroporto civile, Chitipa
- FWDW (Codice IATA = DWA) Aeroporto civile, Dwangwa
- FWDZ Aeroporto civile, Dedza
- FWKA (Codice IATA = KGJ) Aeroporto civile, Karonga
- FWKB Aeroporto civile, Katumbi
- FWKG Aeroporto civile, Kasungu
- FWKI (Codice IATA = LLW) Aeroporto Kamuzu International, Lilongwe
- FWKK Aeroporto civile, Nkhota Kota
- FWLI Aeroporto civile, Lilongwe Kamuzu Intl
- FWLK Aeroporto civile, Likoma Island
- FWLP Aeroporto LIFUPA, Kassungu
- FWMC Aeroporto civile, Mchinji
- FWMG (Codice IATA = MAI) Aeroporto civile, Mangochi
- FWMY (Codice IATA = MYZ) Aeroporto civile, Monkey Bay / Monkey Island
- FWMZ Aeroporto civile, Mzimba
- FWNB Aeroporto civile, Ngabu
- FWSJ Aeroporto civile, Nsanje
- FWSM (Codice IATA = LMB) Aeroporto civile, Salima
- FWSU Aeroporto SUCHOMA, Nchalo
- FWTK Aeroporto civile, Mtakatata
- FWUU (Codice IATA = ZZU) Aeroporto civile, Mzuzu
- FWZA Aeroporto civile, Zomba

## FX - Lesotho
- FXBB Aeroporto civile, Bobete
- FXKA Aeroporto civile, Katse
- FXKB Aeroporto civile, Kolberg
- FXKY (Codice IATA = LEF) Aeroporto civile, Kuebunyane
- FXLK Aeroporto civile, Lebakeng
- FXLR (Codice IATA = LRB) Aeroporto civile, Leribe
- FXLS (Codice IATA = LES) Aeroporto civile, Lesobeng
- FXLT Aeroporto civile, Letseng
- FXMA (Codice IATA = MSG) Aeroporto civile, Matsaile
- FXMF (Codice IATA = MFC) Aeroporto civile, Mafeteng
- FXMH Aeroporto civile, Mogaleshoek / Mohales'hoek
- FXMK (Codice IATA = MKH) Aeroporto civile, Mokhotlong
- FXML Aeroporto civile, Malefiloane
- FXMM (Codice IATA = MSU) Aeroporto Moshoeshoe I International, Maseru
- FXMN Aeroporto civile, Mantsonyane
- FXMP Aeroporto civile, Mohlalapeng
- FXMS Aeroporto civile, Mashai Store
- FXMT Aeroporto civile, Matabeng Store
- FXMU Aeroporto MIL. MEJAMETALANA, Maseru-Mia
- FXMV Aeroporto civile, Matabeng Village
- FXNH Aeroporto civile, Nohanas
- FXNK (Codice IATA = NKU) Aeroporto civile, Nkaus
- FXPG (Codice IATA = PEL) Aeroporto civile, Pelaneng
- FXQG (Codice IATA = UTG) Aeroporto civile, Quthing
- FXQN (Codice IATA = UNE) Aeroporto civile, Qacha's Nek
- FXSE Aeroporto civile, Sehlabathebe
- FXSH (Codice IATA = SHK) Aeroporto civile, Sehonghong
- FXSK (Codice IATA = SKQ) Aeroporto civile, Sekakes
- FXSM (Codice IATA = SOK) Aeroporto civile, Semongkong
- FXSS (Codice IATA = SHZ) Aeroporto civile, Seshute's / Seshote
- FXST Aeroporto civile, St. Theresa
- FXTA Aeroporto civile, Thaba Tseka
- FXTB Aeroporto civile, Tebellong
- FXTK Aeroporto civile, Tlokoeng

## FY - Namibia
- FYAA Aeroporto civile, Al Ais
- FYAB Aeroporto civile, Aroab
- FYAK Aeroporto civile, Aussenkehr
- FYAM Aeroporto civile, Aminuis
- FYAN Aeroporto civile, Aranos
- FYAR (ex FAAR) (Codice IATA = ADI) Aeroporto civile, Arandis
- FYAS Aeroporto civile, Aus
- FYAV Aeroporto civile, Ariamsvlei
- FYBB Aeroporto civile, Beenbreek
- FYBC Aeroporto civile, Bethanien
- FYBG Aeroporto civile, Bagani
- FYBJ Aeroporto civile, Bitterswasser
- FYCB Aeroporto civile, Conception Bay
- FYCC Aeroporto civile, Cape Cross
- FYCO Aeroporto civile, Coenbritz
- FYCV Aeroporto civile, Cordova
- FYDC Aeroporto civile, Damarland Camp
- FYDS Aeroporto civile, Dordabis
- FYEF Aeroporto civile, Epupa Falls
- FYEH Aeroporto civile, Ehomba
- FYEK Aeroporto civile, Epukiro
- FYEN Aeroporto civile, Eenhana
- FYER Aeroporto civile, Ermo
- FYET Aeroporto civile, Etusis
- FYGB Aeroporto civile, Gobabis
- FYGC Aeroporto civile, Gochas
- FYGF (ex FAGF) (Codice IATA = GFY) Aeroporto civile, Grootfontein
- FYGK Aeroporto civile, Geluk
- FYGL Aeroporto civile, Omaruru Game Lodge
- FYGM Aeroporto civile, Gamis
- FYGN Aeroporto civile, Gruenau
- FYGO Aeroporto civile, Gobabeb
- FYGP Aeroporto civile, Geluksput
- FYHA Aeroporto civile, Hamas
- FYHC Aeroporto civile, Hilkers Cheetahdrome
- FYHH Aeroporto civile, Helmeringhausen
- FYHI (ex FAHI) Aeroporto Halfweg, Halali
- FYHL Aeroporto civile, Huab Lodge
- FYHN Aeroporto civile, Henties Bay
- FYHS Aeroporto civile, Hobas
- FYHT Aeroporto civile, Hobatere
- FYHV Aeroporto civile, Hartmann's Valley
- FYIA Aeroporto civile, Into Africa Lodge
- FYIB Aeroporto civile, Ibenstein
- FYIH Aeroporto civile, Immenhof
- FYII Aeroporto civile, Impalila Island
- FYIM Aeroporto civile, Immelmann
- FYKA Aeroporto civile, Karibib
- FYKB (ex FAKB) (Codice IATA = KAS) Aeroporto Kosi Bay, Karasburg
- FYKD Aeroporto civile, Kalkrand
- FYKG Aeroporto civile, Okongo
- FYKJ Aeroporto civile, Kamanjab
- FYKK Aeroporto civile, Okokongo
- FYKL Aeroporto civile, Kalkerus
- FYKM Aeroporto civile, Katima Kulilo
- FYKN Aeroporto civile, Okonjima
- FYKO Aeroporto civile, Kombat
- FYKP Aeroporto civile, Okaputa
- FYKR Aeroporto civile, Okarusu Mine
- FYKT Aeroporto civile, Keetmanshoop
- FYKT (Codice IATA = KMP) Aeroporto civile, Keetmanshoop
- FYKW Aeroporto civile, Okangwati
- FYKX Aeroporto civile, Khorixas
- FYKY Aeroporto civile, Uitkyk
- FYKZ Aeroporto civile, Kuzikus
- FYLR Aeroporto civile, La Rochelle
- FYLS Aeroporto civile, Lianshulu
- FYLV Aeroporto civile, Leonardville
- FYLZ (Codice IATA = LUD) Aeroporto civile, Lüderitz
- FYLZ Aeroporto civile, Luderitz / Diaz Point Namibia
- FYMB Aeroporto civile, Meob Bay
- FYME Aeroporto civile, Mount Etjo
- FYMF Aeroporto civile, Marienfluss
- FYMG Aeroporto civile, Miðgarðr
- FYMH Aeroporto civile, Maltahohe
- FYML Aeroporto civile, Mariental
- FYMO Aeroporto civile, Mokuti Lodge
- FYMP Aeroporto civile, Mpacha
- FYMR Aeroporto civile, Omatarazu
- FYMT Aeroporto civile, Mangetti
- FYMU Aeroporto civile, Mushala Lodge
- FYMW Aeroporto civile, Mowe Bay
- FYNA Aeroporto civile, Namutoni
- FYND Aeroporto civile, Noordoewer
- FYNG Aeroporto civile, Ongava
- FYNN Aeroporto civile, Namib Naukluft Lodge
- FYNP Aeroporto civile, Nepara
- FYOA Aeroporto civile, Ondangwa
- FYOE Aeroporto civile, Omega
- FYOG Aeroporto civile, Oranjemund
- FYOH Aeroporto civile, Okahao
- FYOI Aeroporto civile, Oshikango
- FYOJ Aeroporto civile, Outjo
- FYOK Aeroporto civile, Okakarara
- FYOM Aeroporto civile, Omaruru
- FYON Aeroporto civile, Okahandja
- FYOO Aeroporto civile, Okaukuejo
- FYOP Aeroporto civile, Opuwa
- FYOR Aeroporto civile, Oropoko
- FYOS Aeroporto civile, Oshakati
- FYOU Aeroporto civile, Operet
- FYOV Aeroporto civile, Otavi
- FYOW Aeroporto civile, Otjiwarongo
- FYOZ Aeroporto civile, Okozongomingo
- FYPR Aeroporto civile, Okaperuperu
- FYPU Aeroporto civile, Puros
- FYPW Aeroporto civile, Palmwag
- FYRF Aeroporto civile, Rietfontaein
- FYRH Aeroporto civile, Rehoboth
- FYRK Aeroporto Saaf / Civ, Rooikop
- FYRK    Aeroporto civile, Rooikop Saaf / Civ
- FYRP Aeroporto civile, Rosh Pinah
- FYRU Aeroporto civile, Rundi
- FYRU (Codice IATA = NDU) Aeroporto civile, Rundu
- FYSC Aeroporto civile, Sinclaire
- FYSF Aeroporto civile, Sesfontein
- FYSG Aeroporto civile, Shadigongoro
- FYSH Aeroporto civile, Steinhausen
- FYSI Aeroporto civile, Shitemo
- FYSM Aeroporto civile, Swakopmund
- FYSN Aeroporto civile, Osono
- FYSO Aeroporto civile, Solitaire
- FYSP Aeroporto civile, Stampriet
- FYSR Aeroporto civile, Sarusas
- FYSS Aeroporto civile, Sesriem
- FYST Aeroporto civile, Strate
- FYSV Aeroporto civile, Sossusvlei
- FYTB Aeroporto civile, Tsaobis
- FYTE Aeroporto civile, Terrace Bay
- FYTK Aeroporto civile, Tsumkwe
- FYTL Aeroporto civile, Talismanis
- FYTM Aeroporto civile, Tsumeb
- FYTN Aeroporto civile, Otjinene
- FYTO Aeroporto civile, Torra Bay
- FYTR Aeroporto civile, Twee Rivieren
- FYTS Aeroporto civile, Tsandi
- FYUK Aeroporto civile, Usakos
- FYUS Aeroporto civile, Uis
- FYWB Aeroporto civile, Walvis Bay Rooikop
- FYWD Aeroporto civile, Wolwedans
- FYWE Aeroporto civile, Windhoek Eros
- FYWH Aeroporto Hosea Kutako Intl, J. G. Strijdom
- FYWI Aeroporto civile, Witvlei
- FYWL Aeroporto civile, Wabi Lodge
- FYWM Aeroporto civile, Warmbad
- FYWT Aeroporto civile, Witwater

## FZ - Repubblica Democratica del Congo
- FZAA (Codice IATA = FIH) Aeroporto N'Djili International, Kinshasa
- FZAB (Codice IATA = NLO) Aeroporto civile, Kinshasa N'dolo
- FZAC Aeroporto civile, Maluku
- FZAD Aeroporto civile, Celo-Zongo
- FZAE Aeroporto civile, Kimpoko
- FZAF Aeroporto civile, Nsangi
- FZAG (Codice IATA = MNB) Aeroporto civile, Moanda / Muanda
- FZAH Aeroporto civile, Tshela
- FZAI Aeroporto civile, Kitona Base
- FZAJ (Codice IATA = BOA) Aeroporto civile, Boma
- FZAL (Codice IATA = LZI) Aeroporto civile, Luozi
- FZAM (Codice IATA = MAT) Aeroporto Tshimpi, Matadi
- FZAN Aeroporto civile, Inga
- FZAP Aeroporto civile, Lukala
- FZAR (Codice IATA = NKL) Aeroporto Fuma, Nkolo
- FZAS Aeroporto civile, Inkisi
- FZAU Aeroporto civile, Konde
- FZAW Aeroporto civile, Kwilu-Gongo
- FZAX Aeroporto civile, Luheki
- FZAY Aeroporto civile, Mvula-Sanda
- FZBA (Codice IATA = INO) Aeroporto civile, Inongo
- FZBB Aeroporto civile, Bongimba
- FZBC Aeroporto civile, Bikoro
- FZBD Aeroporto civile, Oshwe
- FZBE Aeroporto civile, Beno
- FZBF Aeroporto civile, Bontika
- FZBG Aeroporto civile, Kempa
- FZBH Aeroporto civile, Isongo
- FZBI (Codice IATA = NIO) Aeroporto civile, Nioki
- FZBJ Aeroporto civile, Mushie
- FZBK Aeroporto civile, Bosobe-Boshwe
- FZBL Aeroporto civile, Djokele
- FZBM Aeroporto civile, Butembo
- FZBN Aeroporto civile, Malebo
- FZBO (Codice IATA = FDU) Aeroporto civile, Bandundu
- FZBP Aeroporto civile, Ngebolobo
- FZBQ Aeroporto civile, Bindja
- FZBR Aeroporto civile, Bolongonkele
- FZBS Aeroporto civile, Semendua / Semendwa
- FZBT (Codice IATA = KRZ) Aeroporto civile, Kiri Basango Mbol
- FZBU Aeroporto civile, Ibeke
- FZBV Aeroporto civile, Kempili
- FZBW Aeroporto BASENGELE, Bokote
- FZCA (Codice IATA = KKW) Aeroporto civile, Kikwit
- FZCB (Codice IATA = IDF) Aeroporto civile, Idiofa
- FZCD Aeroporto civile, Vanga
- FZCE (Codice IATA = LUS) Aeroporto civile, Lusanga
- FZCF Aeroporto civile, Kahemba
- FZCG Aeroporto civile, Tembo
- FZCI Aeroporto civile, Banga
- FZCK Aeroporto civile, Kajiji
- FZCL Aeroporto civile, Banza-Lute
- FZCM Aeroporto civile, Mangai Ii
- FZCO Aeroporto civile, Boko
- FZCP Aeroporto civile, Popokabaka
- FZCR Aeroporto civile, Busala
- FZCS Aeroporto civile, Kenge
- FZCT Aeroporto civile, Fatundu
- FZCU Aeroporto civile, Ito
- FZCV (Codice IATA = MSM) Aeroporto civile, Masi Manimba
- FZCW Aeroporto civile, Kikongo Sur Wamba
- FZCX Aeroporto civile, Kimafu
- FZCY Aeroporto civile, Yuki
- FZDA Aeroporto civile, Malanga
- FZDB Aeroporto civile, Kimbau
- FZDC Aeroporto civile, Lukuni
- FZDD Aeroporto civile, Wambea-Uadi / Wamba Luadi
- FZDE Aeroporto civile, Tono
- FZDF Aeroporto civile, Nzamba
- FZDG Aeroporto civile, Nyanga
- FZDH Aeroporto civile, Ngi
- FZDI Aeroporto civile, Yalifafu
- FZDJ Aeroporto civile, Mutena
- FZDK Aeroporto civile, Kipata Katika
- FZDL Aeroporto civile, Kolokoso
- FZDM Aeroporto civile, Masamuna
- FZDN Aeroporto civile, Mongo Wa Kende
- FZDO (Codice IATA = MNB) Aeroporto civile, Moanza
- FZDP Aeroporto civile, Mukedi
- FZDQ Aeroporto civile, Mazelele
- FZDR Aeroporto civile, Bokela
- FZDS Aeroporto civile, Yasa Bongo
- FZDT Aeroporto civile, Matari
- FZDU Aeroporto civile, Kimpangu
- FZDY Aeroporto civile, Misay / Missayi
- FZEA (Codice IATA = MDK) Aeroporto civile, Mbandaka
- FZEB Aeroporto civile, Monieka
- FZEG Aeroporto civile, Lokolela
- FZEI Aeroporto civile, Ingende
- FZEL Aeroporto civile, Lilenga
- FZEM Aeroporto civile, Yembe-Moke
- FZEN (Codice IATA = BSU) Aeroporto civile, Basankusu
- FZEO Aeroporto civile, Beongo
- FZEP Aeroporto civile, Mentole
- FZER Aeroporto civile, Kodoro
- FZES Aeroporto civile, Ngumu
- FZFA (Codice IATA = LIE) Aeroporto civile, Libenge
- FZFB Aeroporto civile, Imasse / Imesse
- FZFC Aeroporto civile, Engengele
- FZFD (Codice IATA = BDT) Aeroporto civile, Gbadolite
- FZFD (Codice IATA = BDT) Aeroporto civile, Gbadolite
- FZFE Aeroporto civile, Abumumbazi
- FZFF Aeroporto civile, Bau
- FZFG Aeroporto civile, Bokada
- FZFH Aeroporto civile, Mokaria-Yamoleta
- FZFJ Aeroporto civile, Goyongo
- FZFK (Codice IATA = GMA) Aeroporto civile, Gemena
- FZFL Aeroporto civile, Kala
- FZFN Aeroporto civile, Lombo
- FZFP (Codice IATA = KLI) Aeroporto civile, Kotakoli
- FZFQ Aeroporto civile, Mpaka
- FZFR Aeroporto civile, Mombongo
- FZFS Aeroporto civile, Karawa
- FZFT Aeroporto civile, Tandala
- FZFU (Codice IATA = BMB) Aeroporto civile, Bumba
- FZFV Aeroporto civile, Gbado
- FZFW Aeroporto civile, Gwaka
- FZGA (Codice IATA = LIQ) Aeroporto civile, Lisala
- FZGB Aeroporto civile, Bosondjo
- FZGC Aeroporto civile, Bolila
- FZGD Aeroporto civile, Bokenge
- FZGE Aeroporto civile, Binga
- FZGF Aeroporto civile, Bokungu
- FZGG Aeroporto civile, Mondombe
- FZGH Aeroporto civile, Wema
- FZGI Aeroporto civile, Yalingimba
- FZGJ Aeroporto civile, Nkembe
- FZGN (Codice IATA = BNB) Aeroporto civile, Boende
- FZGT Aeroporto civile, Boteka
- FZGV (Codice IATA = IKL) Aeroporto civile, Ikela
- FZGX Aeroporto civile, Monkoto
- FZGY Aeroporto civile, Yemo
- FZIA (Codice IATA = FKI) Aeroporto di Kisangani-Bangoka, Kisangani
- FZIC Aeroporto Bangoka, Kisangani
- FZIF Aeroporto civile, Ubundu
- FZIG Aeroporto civile, Km 95
- FZIK Aeroporto civile, Katende
- FZIR (Codice IATA = YAN) Aeroporto civile, Yangambi
- FZIZ Aeroporto civile, Lokutu
- FZJA Aeroporto civile, Isiro Ville
- FZJB Aeroporto civile, Doko
- FZJC Aeroporto civile, Dungu Uye
- FZJD Aeroporto civile, Doruma
- FZJE Aeroporto civile, Epi
- FZJF Aeroporto civile, Aba
- FZJH (Codice IATA = IRP) Aeroporto Matari, Isiro
- FZJI Aeroporto civile, Watsha
- FZJK Aeroporto civile, Faradje
- FZJN Aeroporto civile, Luniemu
- FZJR Aeroporto civile, Kerekere / Kere Kere
- FZKA (Codice IATA = BUX) Aeroporto civile, Bunia
- FZKB Aeroporto civile, Bambli-Dingila
- FZKC Aeroporto civile, Mahagi
- FZKF Aeroporto civile, Kilomines
- FZKI Aeroporto civile, Yedi
- FZKJ (Codice IATA = BZU) Aeroporto civile, Buta Zega
- FZKN Aeroporto civile, Aketi
- FZKO Aeroporto civile, Ango
- FZKP Aeroporto civile, Bondo
- FZMA (Codice IATA = BKY) Aeroporto civile, Bukavu / Kavumu
- FZMB Aeroporto civile, Butembo
- FZMC Aeroporto civile, Mulungu
- FZMD Aeroporto civile, Nzovu
- FZMK Aeroporto civile, Bulonge-kigogo
- FZMN (Codice IATA = KBO) Aeroporto civile, Kabalo
- FZMP Aeroporto civile, Kimano Ii
- FZMW Aeroporto civile, Shabunda
- FZNA (Codice IATA = GOM) Aeroporto civile, Goma
- FZNB Aeroporto civile, Katale
- FZNC Aeroporto civile, Rutshuru
- FZNF Aeroporto civile, Lubero
- FZNI Aeroporto civile, Ishasha
- FZNK Aeroporto SUR RUTSHURU, Katanda
- FZNM Aeroporto civile, Mweso
- FZNO Aeroporto civile, Etaetu
- FZNP (Codice IATA = BNC) Aeroporto Mavivi, Beni
- FZNQ Aeroporto civile, Obaye
- FZNR Aeroporto civile, Ruindi
- FZNT Aeroporto civile, Mutwanga
- FZOA (Codice IATA = KND) Aeroporto civile, Kindu
- FZOB Aeroporto civile, Tingi-Tingi
- FZOC (Codice IATA = KLY) Aeroporto Kamisuku, Kalima
- FZOD Aeroporto civile, Kalima Kakungwa
- FZOE Aeroporto civile, Kampene
- FZOF (Codice IATA = KWH) Aeroporto civile, Kiapupe
- FZOG Aeroporto civile, Lulingu-Tshioka
- FZOH Aeroporto civile, Moga
- FZOJ Aeroporto civile, Obokote
- FZOK (Codice IATA = KGN) Aeroporto civile, Kasongo/lunda
- FZOK Aeroporto civile, Kasongo Lunda
- FZOO Aeroporto civile, Kailo
- FZOP (Codice IATA = PUN) Aeroporto civile, Punia
- FZOQ Aeroporto civile, Punia Basenge
- FZOR Aeroporto civile, Saulia
- FZOS Aeroporto civile, Kasese
- FZOT Aeroporto civile, Phibraki
- FZPB Aeroporto civile, Kamituga
- FZPC Aeroporto civile, Lugushwa
- FZQA (Codice IATA = FBM) Aeroporto LUANO, Lumumbashi
- FZQC (Codice IATA = PWO) Aeroporto civile, Pweto
- FZQD Aeroporto civile, Mulungwishi
- FZQE Aeroporto civile, Kinsenda
- FZQF Aeroporto civile, Fungurume
- FZQG (Codice IATA = KEC) Aeroporto civile, Kasenga
- FZQH Aeroporto civile, Katwe
- FZQI Aeroporto civile, Kamatanda
- FZQJ Aeroporto civile, Mwadingusha
- FZQM (Codice IATA = KWZ) Aeroporto civile, Kolwezi
- FZQN Aeroporto civile, Mutshatsha
- FZQO Aeroporto KARAVIA, Lubumashi
- FZQP Aeroporto civile, Kisenge
- FZQU Aeroporto civile, Lubudi
- FZQV Aeroporto civile, Mitwaba
- FZQW Aeroporto civile, Luishi
- FZRA (Codice IATA = MNO) Aeroporto civile, Manono
- FZRB Aeroporto civile, Moba
- FZRC Aeroporto civile, Mukoy
- FZRD Aeroporto civile, Kabombo
- FZRE Aeroporto civile, Bukena
- FZRF (Codice IATA = FMI) Aeroporto civile, Kalemie
- FZRG Aeroporto civile, Kania-Sominka
- FZRJ Aeroporto civile, Pepa
- FZRK Aeroporto civile, Kansimba
- FZRL Aeroporto civile, Lusinga
- FZRM Aeroporto civile, Kabalo
- FZRN Aeroporto civile, Nyunzu
- FZRO Aeroporto civile, Luvua
- FZRQ (Codice IATA = KOO) Aeroporto civile, Kongolo
- FZSA (Codice IATA = KMN) Aeroporto Kamina Air Base, Kamina
- FZSB Aeroporto civile, Kamina Ville
- FZSC Aeroporto civile, Songa
- FZSD Aeroporto civile, Sandoa
- FZSE Aeroporto civile, Kamene
- FZSI Aeroporto civile, Dilolo
- FZSJ Aeroporto civile, Kasaji
- FZSK (Codice IATA = KAP) Aeroporto civile, Kapanga
- FZTK (Codice IATA = KNM) Aeroporto civile, Kaniama
- FZTL Aeroporto civile, Luena
- FZTS Aeroporto Kaniama, Kasese
- FZUA (Codice IATA = KGA) Aeroporto civile, Kananga
- FZUE Aeroporto civile, Lubondaie
- FZUF Aeroporto civile, Kasonga
- FZUG (Codice IATA = LZA) Aeroporto civile, Luiza / Luisa
- FZUH Aeroporto civile, Moma
- FZUI Aeroporto civile, Mboi
- FZUJ Aeroporto civile, Muambi
- FZUK (Codice IATA = TSH) Aeroporto di Tshikapa, Tshikapa
- FZUL Aeroporto civile, Bulape
- FZUM Aeroporto civile, Mutoto
- FZUN Aeroporto di Luebo, Luebo
- FZUO Aeroporto di Musese, Musese
- FZUP Aeroporto civile, Diboko
- FZUR Aeroporto civile, Tshibala
- FZUS Aeroporto civile, Tshikaji
- FZUT Aeroporto civile, Katubwe
- FZUU Aeroporto civile, Lutshatsha
- FZUV Aeroporto civile, Kalonda
- FZVA (Codice IATA = LJA) Aeroporto civile, Lodja
- FZVC Aeroporto civile, Kole Sur Lukenie
- FZVD Aeroporto civile, Dingele
- FZVE Aeroporto civile, Lomela
- FZVF Aeroporto civile, Kutusongo
- FZVG Aeroporto Kombe, Katako
- FZVH Aeroporto civile, Shongamba
- FZVI (Codice IATA = LBO) Aeroporto civile, Lusambo
- FZVJ Aeroporto civile, Tshumbe
- FZVK Aeroporto Batwa, Lukombe
- FZVL Aeroporto civile, Wasolo
- FZVM (Codice IATA = MEW) Aeroporto civile, Mweka
- FZVN Aeroporto civile, Wembo-Nyama
- FZVO Aeroporto civile, Bena-Dibele
- FZVP Aeroporto civile, Dikungu
- FZVR (Codice IATA = BAN) Aeroporto civile, Basongo
- FZVS (Codice IATA = PFR) Aeroporto civile, Ilebo
- FZVT Aeroporto civile, Dekese
- FZVU Aeroporto civile, Idumbe
- FZWA (Codice IATA = MJM) Aeroporto civile, Mbuji-Mayi
- FZWB Aeroporto civile, Bibanga
- FZWC (Codice IATA = GDJ) Aeroporto civile, Gandajika
- FZWE Aeroporto civile, Mwene-Ditu
- FZWF Aeroporto civile, Kipushia
- FZWI Aeroporto civile, Kashia
- FZWL Aeroporto civile, Munkamba
- FZWR Aeroporto civile, Kisengwa
- FZWS Aeroporto civile, Lubao
- FZWT (Codice IATA = KBN) Aeroporto Tunta, Kabinda